# 金石榴
金石榴（学名：Bredia oldhamii）为野牡丹科野海棠属下的一个种。

## 扩展阅读
- 維基物種上的相關：金石榴